# David Selby
David Lynn Selby (nascido a 5 de fevereiro, 1941) é um ator de palco e de televisão norte-americano. Trabalhou em filmes, séries e em televisão. David é mais conhecido por papéis como Quentin Collins em Dark Shadows, da ABC-TV (um papel que teve de 1968 até ao final, em 1971, e mais recentemente na sua renovação em áudio), e como o maléfico, sentimental e distante filho de Angela Channing (protagonizado pela atriz Jane Wyman), Richard Channing, na série de horário nobre da CBS Falcon Crest (papel que desempenhou de 1982 a 1990).

## Vida e carreira

### Juventude e educação
David nasceu em Morgantown, no Estado de West Virginia, filho de Sarah E. McIntyre Selby e de Clyde Ira Selby, um carpinteiro. Estudou na Universidade de West Virginia, sua terra natal, conseguindo um bacharelato em ciência e um mestrado em representação, seguido de um Ph.D. pela Universidade de Southern Illinois. É casado com Claudeis Newman desde 1963 e têm três filhos.

### Representação
A sua personagem em Dark Shadows aparece no cinema com o segundo filme de Dark Shadows, chamado Night of Dark Shadows, distribuído em 1971, após o cancelamento do formato em série de televisão. Em 1979, David recusou o papel de Gary Ewing em Knots Landing, tendo o papel acabado por ser dado a Ted Shackelford, que teve participações especiais em Dallas, com Joan Van Ark. Um ano antes de entrar em Falcon Crest em 1982, deu corpo ao tirânico Michael Tyronne na última temporada da série horário nobre Flamingo Road, da NBC.
Quando Richard Channing foi inicialmente escrito para Falcon Crest, era considerado um inimigo. Contudo, com o passar dos anos a personagem tornou-se mais um herói (muito graças ao tipo de representação complacente de David Selby para com Richard), e era um dos favoritos do público. Durante as suas oito temporadas em Falcon Crest, desenvolveu uma maravilhosa química com Jane Wyman, tanto dentro como fora do ecrã, acabando por espelhar muito disso na relação mãe/filho das personagens. Em 1989, David ficou devastado quando soube que esta sua amiga e colega teve de sair da série por questões de saúde, no início da nona e última temporada de Falcon Crest, tanto que ele, o ator Lorenzo Lamas (que fazia de sobrinho da sua personagem) e Susan Sullivan (que fazia de sua esposa), visitaram a estrela de televisão ao hospital. No mesmo ano, o seu tempo de ecrã foi expandido durante a última temporada. Muitos anos depois da série ter sido cancelada, em 2007, e enquanto contracenava com a sua velha amiga Jane Alexander na série de curta duração, Tell Me You Love Me, David ficou angustiado quando soube da morte de Wyman.
David também contracenou com Barbra Streisand em Up the Sandbox (1972) e com Ron Leibman em The Super Cops (1974), Raise the Titanic (1980), Rich and Famous (1981), Intersection (1994), White Squall (1996), D3: The Mighty Ducks (1996) e Surviving Christmas (2004). Em 2010, aparece em The Social Network como advogado em representação dos irmãos Winklevoss. Recentemente voltou a dar corpo ao papel de Quentin Collins na nova série em áudio-drama de Dark Shadows, das Big Finish Productions.
Em 2009, na comemoração dos duzentos anos do aniversário de Abraham Lincoln, David aparece em palco com o Presidente Barack Obama e protagoniza Lincoln numa cena da peça The Heavens are Hung in Black na reabertura histórica do Teatro Ford. Volta a protagonizar Abraham Lincoln no episódio de Touched by an Angel, "Beautiful Dreamer".
Aparece no episódio "The Arrengements" da terceira temporada de Mad Men e no filme Equals.
Recentemente, aparece no filme Batman: The Dark Knight Returns, adaptação animada do comic de 1986 chamado The Dark Knight Returns, de Frank Miller. Aqui, Selby protagoniza o Comissário de Polícia James Gordon.

### Escrita
A sua escrita inclui as peças Lincoln and James e Final Assault, bem como as coleções de poesia My Mother's Autumn and Happenstance. Os seus romances são Lincoln's Better Angel e The Blue Door. A Better Place mistura memória e comentário social. Em 2010, David publica My Shadowed Past, narrando como foi trabalhar em Dark Shadows durante os turbulentos finais dos anos '60 e inícios dos anos '70.

## Prémios
A Universidade de West Virginia, em 1998, agraciou David Selby com o seu primeiro Life Achievement Award pelo College of Creative Arts, e tem um doutoramento honoris causa desde 2004.